# Gouania cornifolia
Gouania cornifolia är en brakvedsväxtart som beskrevs av Reiss.. Gouania cornifolia ingår i släktet Gouania och familjen brakvedsväxter. Inga underarter finns listade i Catalogue of Life.